# Роберт Дінст
Роберт Дінст (нім. Robert Dienst, * 1 березня 1928, Австрія — † 13 червня 2000, Відень, Австрія) — австрійський футболіст та тренер. Найрезультативніший гравець в історії чемпіонату Австрії - 323 забитих м'ячі.

## Клубна кар'єра
Футбольну кар'єру розпочав під час війни у клубі «Флорісдорфер АК». В сезоні 1948/49 переходить до «Рапіду». В 1951 році вперше стає чемпіоном Австрії та забивши 37 голів, встановлює новий рекорд результативності чемпіонату. Загалом у складі «Рапіда» виграє шість титулів чемпіона Австрії та тричі стає найкращим бомбардиром чемпіонату. В сезоні 1960/61 виграє свій останній титул - Кубок Австрії. В сезоні 1961/62 переходить до команди «СВ Швехат», де і закінчує виступи на футбольному полі.

## У збірній Австрії
За збірну Австрії дебютував 16 жовтня 1949. Дінст забив гол, але його команда зазнала поразки від збірної Угорщини (3:4). На чемпіонаті світу-1954 провів два поєдинки: проти Шотландії та Уругваю. Останній матч за збірну провів 13 жовтня 1957 року. Нічия зі збірною Чехословаччини (2:2). Перебував у резерві на чемпіонаті світу-1958.

## Футбольний тренер
В 1966 - 1969 роках працював у тренерському штабові «Рапіда». Тренував «Флорісдорфер АК», «Штокерау», «Аустрію», «Кремсер СК».

## Досягнення

### Командні
- Бронзовий призер чемпіонату світу: 1954
- Чемпіон Австрії (6): 1950—1951, 1951—1952, 1953—1954, 1955—1956, 1956—1957, 1959—1960
- Володар кубка Австрії (1): 1960—1961

### Індивідуальні
- Найкращий бомбардир чемпіонату Австрії (3): 1950—1951 (37), 1953—1954 (25), 1956—1957 (32)
- Бомбардир №1 чемпіонату Австрії: 323 голи.

## Статистика
| Клуб                     | Сезон                    | Чемпіонат | Чемпіонат | Кубок | Кубок | Єврокубки | Єврокубки | Всього | Всього |
| Клуб                     | Сезон                    | Матчі     | Голи      | Матчі | Голи  | Матчі     | Голи      | Матчі  | Голи   |
| ------------------------ | ------------------------ | --------- | --------- | ----- | ----- | --------- | --------- | ------ | ------ |
| «Флорісдорфер»           | 1943/44                  | 4         | 1         | ?     | ?     | -         | -         | 4      | 1      |
| «Флорісдорфер»           | 1944/45                  | 10        | 5         | ?     | ?     | -         | -         | 10     | 5      |
| «Флорісдорфер»           | 1945/46                  | 8         | 1         | 1+    | 1     | -         | -         | 9+     | 2      |
| «Флорісдорфер»           | 1946/47                  | 8         | 0         | ?     | -     | -         | -         | 8      | 0      |
| «Флорісдорфер»           | 1947/48                  | 9         | 1         | ?     | -     | -         | -         | 9      | 1      |
| «Флорісдорфер»           | 1948/49                  | 7         | 4         | ?     | -     | -         | -         | 7      | 4      |
| Всього за «Флорісдорфер» | Всього за «Флорісдорфер» | 54        | 12        | 1+    | 1     | -         | -         | 55+    | 13     |
| «Рапід» (Відень)         | 1948/49                  | 8         | 12        | 2     | 0     | -         | -         | 10     | 12     |
| «Рапід» (Відень)         | 1949/50                  | 20        | 19        | -     | -     | -         | -         | 20     | 19     |
| «Рапід» (Відень)         | 1950/51                  | 23        | 37-Б      | -     | -     | -         | -         | 23     | 37     |
| «Рапід» (Відень)         | 1951/52                  | 23        | 18        | -     | -     | -         | -         | 23     | 18     |
| «Рапід» (Відень)         | 1952/53                  | 25        | 29        | -     | -     | -         | -         | 25     | 29     |
| «Рапід» (Відень)         | 1953/54                  | 26        | 25-Б      | -     | -     | -         | -         | 26     | 25     |
| «Рапід» (Відень)         | 1954/55                  | 24        | 29        | -     | -     | -         | -         | 24     | 29     |
| «Рапід» (Відень)         | 1955/56                  | 26        | 17        | -     | -     | 3         | 1         | 29     | 18     |
| «Рапід» (Відень)         | 1956/57                  | 21        | 32-Б      | -     | -     | 3         | 1         | 24     | 33     |
| «Рапід» (Відень)         | 1957/58                  | 24        | 30        | -     | -     | 3         | 2         | 27     | 32     |
| «Рапід» (Відень)         | 1958/59                  | 24        | 28        | 4     | 3     | -         | -         | 28     | 31     |
| «Рапід» (Відень)         | 1959/60                  | 25        | 25        | 4     | 2     | -         | -         | 29     | 27     |
| «Рапід» (Відень)         | 1960/61                  | 13        | 6         | 2     | 2     | 8         | 3         | 23     | 11     |
| «Рапід» (Відень)         | 1961/62                  | 2         | 0         | -     | -     | 1         | 0         | 3      | 0      |
| Всього за «Рапід»        | Всього за «Рапід»        | 284       | 307       | 12    | 7     | 18        | 7         | 314    | 321    |
| «СВ Швехат»              | 1961/62                  | 13        | 4         | 1+    | 3     | -         | -         | 14+    | 7      |
| Всього за кар'єру        | Всього за кар'єру        | 351       | 323       | 14+   | 11    | 18        | 7         | 373+   | 341    |